# Find the Real
Singles de Alter Bridge
Open Your Eyes
(2004) Broken Wings
(2005)
Find the Real est le second single du groupe Alter Bridge sorti en 2005.

## Liste des chansons
| No | Titre                         | Durée |
| -- | ----------------------------- | ----- |
| 1. | Find the Real (version radio) |       |
| 2. | Find the Real (version album) |       |